# Santiago de la Barca
Santiago de la Barca (oficialmente en asturiano: Santiagu la Barca) es una parroquia y un lugar del concejo español de Salas, en la comunidad autónoma de Asturias.

## Toponimia
Se ha sugerido que el nombre proviene de ser el sitio por el que se cruzaba el Narcea en barca tras caer en desuso el puente.

## Geografía
La parroquia tiene una extensión de 1,52 km².

## Geografía humana

### Organización territorial
La entidad colectiva de población de Santiago de la Barca está compuesta por las siguientes entidades singulares:
- Requejo (Requeixu)[1]
- El Rubial (Rubial)[1]
- Santiago de la Barca (Santiagu)[1]

### Demografía
En 2023, la entidad colectiva de población de Santiago de la Barca tenía empadronados 22 habitantes, mientras que la entidad singular de población de ese nombre tenía 10, todos ellos en diseminado.

## Patrimonio
Hay en la parroquia una iglesia de Santiago.
En sus inmediaciones se ha identificado un pequeño castro.